# Мазовский, Николай Николаевич
Никола́й Никола́евич Мазовский (1756—1807) — генерал-майор, шеф Павловского гренадерского полка, во главе которого погиб под Фридландом.

## Биография
Николай Мазовский родился в 1756 году, военную службу начал в 1773 году рядовым в лейб-гвардии Семёновском полку, в котором провёл большую часть службы.
Принимал участие в главнейших войнах царствований Екатерины II, Павла I и Александра I: русско-шведской войне 1788—1790 годов, русско-турецкой войне 1787—1792 годов и польской кампании 1794 года.
11 октября 1803 года, произведённый в генерал-майоры, был назначен шефом Павловского гренадерского полка. В кампанию 1805 года Мазовский вместе с полком был отправлен морем на остров Рюген, а оттуда в Шведскую Померанию и Ганновер, где находился до 1806 года.
В кампании 1806—1807 годов против французов в Восточной Пруссии Мазовский находился в сражениях под Пултуском и под Прейсиш-Эйлау. 29 января 1807 года за отличие против французов в сражении при Чарново был награждён орденом св. Георгия 4-й степени (№ 708 по кавалерскому списку Судравского и № 1722 по списку Григоровича — Степанова).
В сражении под Фридландом, раненый в руку и ногу, не имея возможности сидеть на коне, Николай Николаевич Мазовский велел нести себя двум гренадерам перед полком и в последний раз повёл его в штыки. «Друзья, — говорил он, — неприятель усиливается, умрем или победим!». Гренадеры бросились вперед. Картечная пуля поразила Мазовского насмерть. Последними его словами были: «Друзья, не робейте!»

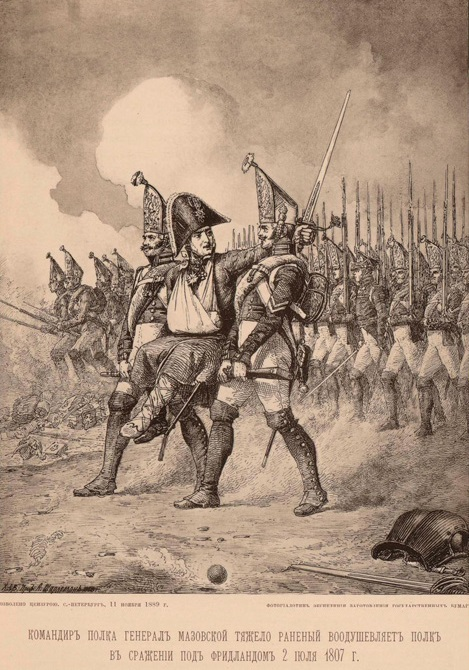
Павловские гренадеры несут в атаку раненого генерала Мазовского. Гравюра XIX века с оригинала Адольфа Шарлеманя.

Момент, когда два гренадера несут на ружье раненого Мазовского, увековечен картиной художника Шарлеманя.
Жители Фридланда рассказывали потом, что отнесённый гренадерами в город, Мазовский был помещён в дом под № 25 на улице Мелештрассе и, попав в руки французов, был заколот ими штыками. Французы раздели труп Мазовского и нагим выбросили в ров, где он лежал около трёх дней, и только с уходом французов из Фридланда погребён на фридландском кладбище. Магистрат выстроил на могиле Мазовского часовню, но по прошествии многих лет каплица эта пришла в разрушение, и фридландский супер-интендант Панкрациус на свой счёт поставил на могиле Мазовского вместо часовни крест.
Герой Наполеоновских войн, генерал А. И. Остерман-Толстой, бывший позднее, с 1815 по 1825 год шефом павловцев, часто показывал посетителям на портрет Мазовского, висящий в его кабинете, говоря: «…вот мой благодетель: он спас мою честь в сражении при Прейсиш-Эйлау!». Как известно, Остерман-Толстой был близорук и часто в пылу сражения вырывался вперёд, «забредая» в ряды неприятеля. Несколько раз павловские гренадеры во главе с Мазовским буквально вырывали генерала из рук французов.
Жена — Екатерина Аркадьевна Терская (1769—20.11.1832), дочь Аркадия Ивановича Терского (1732—1815), генерал-рекетмейстера и тайного советника. Скончалась в Петербурге от водянки, похоронена в Москве на кладбище Донского монастыря рядом с дочерью Екатериной (ум. в детстве) и сыном Александром (ум. 1878).
|  |                |  |               |  |  |  |  |
|  | Немецкий текст |  | Русский текст |  |  |  |  |